# Eria conica
Eria conica är en orkidéart som beskrevs av Victor Samuel Summerhayes. Eria conica ingår i släktet Eria och familjen orkidéer. Inga underarter finns listade i Catalogue of Life.